# 익시온 사가 DT
《익시온 사가 DT》(일본어: イクシオン サーガ DT)는 2012년 10월부터 방송 중인 일본의 애니메이션이다. 2013년 3월 14일에 정식 서비스를 개시 예정의 캡콤의 온라인 게임 「익시온 사가」를 원작으로 하는 판타지 애니메이션이다.

## 개요
본작은 「익시온 사가」의 프로모션의 일각으로서 기획된 미디어 믹스 작품이다. 게임보다 이전의 센트피리아 제국이 분열하기 전의 시대를 무대로 하고 있다.
기획을 시작하기에 즈음해 캡콤은 애니메이션 전문 채널 AT-X에 다카야마 신지 감독과 각본의 야마토야 아카츠키의 2명을 소개되고 두 명을 맞이한 애니메이션 제작의 협의를 했다. 그 협의 중에서 기세로 「애니메이션은 익히든지 굽든지 마음대로 해 주세요」라고 하는 흐름이 되어, 결과 원작에서는 「익히든지 굽든지는커녕, 잘게 자른 끝에 원형을 두지 않았다」작풍이 되어서 완성되었다.
그렇게 된 이유로서 캡콤의 스기우라 카즈노리는 「지금까지도 온라인 게임이 애니메이션화 된 것은 있지만, 모두 히트 했다고까지는 말할 수 없다」, 「자신나름의 분석이지만, 게임을 충실히 재현한 내용이라고, 거기에 상당한 플러스α가 없으면 별로 받지 않지 않는가」라고 말하고 있다. 또, 제작 위원회 중에서도 「현재의 애니메이션 작품은, 1화째에 임펙트를 주지 않는다고 계속해 봐 주지 않다」라고 지적되었다고도 말하고 있다.

## 스토리
어떤 이유에 의해 현대부터 「미라」라고 불리는 이 세계로 날아간 주인공, 호카제 콘(火風 紺). 거기는 「아르마」라고 하는 신비의 에너지가 만물에 머무는 세계. 적에게 습격당해 절체절명의 핀치의 와중이었던 에카르라트 공주 일행의 전에 나타난 감색은, 공주를 돕게 된다. 오른쪽이나 왼쪽도 모르는 채 일행과 행동을 같이 하는 감색. 공주는 혼례 때문에 도를 목표로 하고 있었지만, 정략 결혼인 그 혼례를 막는 적대 세력에 그 생명을 표적이 되고 있었던 것이다.